# Триммер, Тони
То́ни Три́ммер (англ. Tony Trimmer; род. 24 января 1943 год, Мейденхед, Беркшир) — британский автогонщик, участник чемпионата мира по автогонкам в классе Формула-1.
Он участвовал в шести Гран-при чемпионата Формулы-1 с неконкурентоспособными командами, сначала выступал за Maki в четырёх гонках в 1975 и 1976, четыре раза проваливал квалификацию. На Гран-при Великобритании 1977 года (не предквалифицирован) и Гран-при Великобритании 1978 года (не квалифицирован), он участвовал за команду Melchester Racing Team, использовавшую шасси Surtees TS19 и McLaren M23 соответственно.

## Результаты выступлений в Формуле-1

### Результаты выступлений в чемпионате мира
| Легенда к таблице |                                                                    |
| --- | ------------------------------------------------------------------ |
| В таблице перечислены результаты всех Гран-при Формулы-1, в которых принимал участие гонщик. Строками таблицы являются сезоны, столбцами — этапы чемпионата мира. В каждой клетке указаны сокращённое название этапа и результат, дополнительно обозначенный цветом. Расшифровка обозначений и цветов представлена в нижеследующей таблице. |                                                                    |
| \| Пример \| Описание \| \| ------------ \| ------------------------------------------------------------------ \| \| 1 \| Победитель \| \| 2 \| Второе место \| \| 3 \| Третье место \| \| 5 \| Финишировал, заработав очки \| \| Сход \| Не финишировал, но при этом заработал очки \| \| 12 \| Финишировал, не получив очков \| \| НКЛ \| Финишировал, но не попал в финальную классификацию \| \| 15 \| Участвовал вне зачёта, либо по отдельной классификации \| \| 18 \| Не финишировал, но попал в финальную классификацию \| \| Сход \| Не финишировал \| \| НКВ \| Не прошёл квалификацию \| \| НПКВ \| Не прошёл предквалификацию \| \| ДСК \| Дисквалифицирован \| \| ИСК \| Исключён из протокола соревнований \| \| ТТ \| Заявлен для участия только в тренировках \| \| НС \| Участвовал в квалификации, но не стартовал в гонке \| \| Т \| Травмирован или болен \| \| ОТК \| Отказ от участия \| \| НТР \| Прибыл на соревнования, но на трассу не выезжал \| \| НПР \| Был заявлен в числе участников, но не прибыл к началу соревнований \| \| О \| Соревнования отменены \| \| \| Не участвовал \| \| Поул-позиция \| \| \| Быстрый круг \| \| |                                                                    |
| Пример | Описание                                                           |
| 1 | Победитель                                                         |
| 2 | Второе место                                                       |
| 3 | Третье место                                                       |
| 5 | Финишировал, заработав очки                                        |
| Сход | Не финишировал, но при этом заработал очки                         |
| 12 | Финишировал, не получив очков                                      |
| НКЛ | Финишировал, но не попал в финальную классификацию                 |
| 15 | Участвовал вне зачёта, либо по отдельной классификации             |
| 18 | Не финишировал, но попал в финальную классификацию                 |
| Сход | Не финишировал                                                     |
| НКВ | Не прошёл квалификацию                                             |
| НПКВ | Не прошёл предквалификацию                                         |
| ДСК | Дисквалифицирован                                                  |
| ИСК | Исключён из протокола соревнований                                 |
| ТТ | Заявлен для участия только в тренировках                           |
| НС | Участвовал в квалификации, но не стартовал в гонке                 |
| Т | Травмирован или болен                                              |
| ОТК | Отказ от участия                                                   |
| НТР | Прибыл на соревнования, но на трассу не выезжал                    |
| НПР | Был заявлен в числе участников, но не прибыл к началу соревнований |
| О | Соревнования отменены                                              |
| | Не участвовал                                                      |
| Поул-позиция |                                                                    |
| Быстрый круг |                                                                    |

| Год  | Команда           | Шасси        | Двигатель   | 1   | 2   | 3   | 4   | 5   | 6   | 7   | 8   | 9   | 10      | 11      | 12      | 13      | 14  | 15  | 16      | 17  | Место | Очки |
| ---- | ----------------- | ------------ | ----------- | --- | --- | --- | --- | --- | --- | --- | --- | --- | ------- | ------- | ------- | ------- | --- | --- | ------- | --- | ----- | ---- |
| 1975 | Maki Engineering  | Maki F101C   | Cosworth V8 | АРГ | БРА | ЮАР | ИСП | МОН | БЕЛ | ШВЕ | НИД | ФРА | ВЕЛ     | ГЕР НКВ | АВТ НКВ | ИТА НКВ | США |     |         |     | -     | 0    |
| 1976 | Maki Engineering  | Maki F102A   | Cosworth V8 | БРА | ЮАР | СШЗ | ИСП | БЕЛ | МОН | ШВЕ | ФРА | ВЕЛ | ГЕР     | АВТ     | НИД     | ИТА     | КАН | США | ЯПО НКВ |     | -     | 0    |
| 1977 | Melchester Racing | Surtees TS19 | Cosworth V8 | АРГ | БРА | ЮАР | СШЗ | ИСП | МОН | БЕЛ | ШВЕ | ФРА | ВЕЛ НКВ | ГЕР     | АВТ     | НИД     | ИТА | США | КАН     | ЯПО | -     | 0    |
| 1978 | Melchester Racing | McLaren M23  | Cosworth V8 | АРГ | БРА | ЮАР | СШЗ | МОН | БЕЛ | ИСП | ШВЕ | ФРА | ВЕЛ НКВ | ГЕР     | АВТ     | НИД     | ИТА | США | КАН     |     | -     | 0    |